# Яскраве світло
Яскраве світло (англ. Bright Lights) — американська короткометражна кінокомедія Роско Арбакла 1916 року.

## У ролях
- Роско ’Товстун’ Арбакл — Фатті
- Мейбл Норманд — Мейбл
- Вільям Джефферсон — міський дощовик
- Аль Ст. Джон — бармен
- Джо Бордо — незначна роль
- Джиммі Браянт — незначна роль
- Мінта Дарфі — незначна роль
- Гілберт Елі — незначна роль